# Edgegrain Mountain
Edgegrain Mountain är ett berg i Kanada.   Det ligger i provinsen British Columbia, i den centrala delen av landet, 3 300 km väster om huvudstaden Ottawa. Toppen på Edgegrain Mountain är 2 055 meter över havet.
Terrängen runt Edgegrain Mountain är bergig. Trakten runt Edgegrain Mountain är nära nog obefolkad, med mindre än två invånare per kvadratkilometer.. Det finns inga samhällen i närheten. 
Trakten runt Edgegrain Mountain är permanent täckt av is och snö.